# یارسلاو وایگل
یارُسلاو وایگِل (چکی: Jaroslav Weigel; ۲ ژانویهٔ ۱۹۳۱ – ۵ سپتامبر ۲۰۱۹) بازیگر، نقاش، نمایشنامه نویس و نویسنده اهل کشور جمهوری چک بود.
از فیلم‌ها یا برنامه‌های تلویزیونی که وی در آن نقش داشته‌است می‌توان به یارا سیمرمان میخوابه، دروغ میگه، گوی آذرخش اشاره کرد.